# Ульріка Бабякова
| 15053 Бочнічек[1]                        | 17 грудня 1998 року |
| 22185 Штявниця[2]                        | 29 грудня 2000 р    |
| 22644 Матейбел[1]                        | 27 липня 1998 року  |
| (49436) 1998 YX2[1]                      | 17 грудня 1998 року |
| (72062) 2000 YR17[2]                     | 24 грудня 2000 р    |
| (72070) 2000 YC33[2]                     | 31 грудня 2000 р    |
| (82809) 2001 QK33[2]                     | 17 серпня 2001 р    |
| (82908) 2001 QU100[2]                    | 19 серпня 2001      |
| (104650) 2000 GY132[2]                   | 9 квітня 2000 року  |
| (109096) 2001 QJ33[2]                    | 16 серпня 2001      |
| (123613) 2000 YQ17[2]                    | 24 грудня 2000 р    |
| 123647 Томашко[2]                        | 31 грудня 2000 р    |
| (165712) 2001 QV33[2]                    | 17 серпня 2001 р    |
| (334076) 2001 QW33[2]                    | 17 серпня 2001 р    |
| 1 з Петром Правцем 2 з Петром Кушніраком |                     |

У́льріка Бабякова (словац. Ulrika Babiaková, 3 квітня 1976 — 3 листопада 2002) — словацька астрономка і першовідкривачка малих планет із Банської Штявниці. Центр малих планет приписує їй відкриття та співвідкриття 14 астероїдів протягом 1998—2001 років.
Бабякова загинула у віці 26 років внаслідок нещасного випадку.
Астероїд головного поясу 32531 Ульрікабабякова, відкритий її чоловіком, астрономом Петером Кушніраком у 2001 році, названий на згадку про Ульріку 8 жовтня 2014 року.